# Холості постріли
«Холості постріли» (італ. Mine Vaganti) - італійський фільм 2010 року режисера Ферзана Озпетека.

## Сюжет
Члени великого і метушливого сімейства Кантоні — батько, мати, надзвичайно ексцентрична тітка Лучана, Томмазо, його сестра Елена і старший брат Антоніо — зібралися на урочистому обіді, щоб відзначити призначення Антоніо главою сімейного бізнесу.
Томмазо вирішує скористатися нагодою, щоб розповісти нарешті рідним про те, що він гей, але його старший брат несподівано випереджає його, повідомивши всім присутнім аналогічну новину.
Розлючений батько зі скандалом виганяє Антоніо з дому і в результаті нервового потрясіння потрапляє до лікарні. Кермо влади сімейним підприємством несподівано переходять до Томмазо. І хоча це зовсім не те життя, про яку мріяв юнак, він не може розповісти про це родині, боячись за здоров'я батька.
Якийсь час йому вдається приховувати від рідних правду, але все змінює несподіваний приїзд його старих друзів.

## У ролях
- Ріккардо Скамарчо — Томмазо Кантоні
- Массіміліано Ґалло — Сальваторе
- Іларія Оккіні — бабуся